# معهد أربيل الأزهري
معهد أربيل الأزهري (بالكردية: پەیمانگای ئەزهەر لە هەولێر/ بالإنجليزية: Al-Azhar Institute in Erbil) هو المعهد الوحيد الأزهري تابع للأزهر الشريف في جميع انحاء العراق في إقليم كردستان، تم تأسيس المعهد في سنة 2008 بقرار كل من مشيخة الأزهر الشريف في القاهرة و وزراة الأوقاف و الشؤون الدينية في حكومة اقليم كردستان العراق.

## الدراسة في المعهد
يلتحق الطالب بمعهد أربيل الأزهري بعد ما ينتهي من دراسته لمرحلة الإبتدائية، حيث يدرس مرحلة الإعدادية و الثانوية في المعهد، وبعد ذلك مباشرة يلتحق الطالب بجامعة الأزهر الشريف في جمهورية مصر العربية، وجدير بالذكر بأن شيخ الأزهر الشريف خصص لمعهد أربيل الأزهري 25 مقعدََا دراسيا في شتى كليات جامعة الأزهر الشريف.

## طلبة الكورد في الأزهر الشريف
بعد التخرج من معهد أربيل الأزهري في إقليم كردستان العراق، يلتحق الطالب بجامعة الأزهر الشريف بجميع كلياتها الأدبية، وكل سنة يتخرج من شتى كليات جامعة الأزهر الشريف طلبة الكورد و يحصلون على شهادة (ليسانس(بكالوريوس) و ماجستير و دكتوراه)، حيث يسكن طلبة معهد أربيل الأزهري في السكن الرسمي التابع لجامعة الأزهر المخصص لطلاب الوافدين "مدينة البعوث الإسلامية في القاهرة"
لطلبة الكورد في الأزهر الشريف ممثل رسمي لدى وزارة الأوقاف و الشؤون الدينية لحكومة إقليم كردستان العراق وهو: محمد يحيى عزيز محامي و خريج كلية الشريعة والقانون في جامعة الأزهر.